# 1776 en droit
Cet article présente les faits marquants de l'année 1776 en droit.

## Événements
- Le Parlement britannique rejette le projet David Hartley d’abolition de la traite des Noirs[1].

- 2 janvier : décret de Marie-Thérèse abolissant la torture sous l’influence du conseiller d’État Joseph von Sonnenfels[2].

- 4 juillet : déclaration d'indépendance des États-Unis[3].

- 9 août : décret de Marie-Thérèse qui incorpore Fiume à la Croatie[4].

- 14 novembre : en Espagne, Pablo de Olavide est accusé par l’Inquisition d’avoir tenu des propos scandaleux contre la foi et la morale et possédé des livres interdit. Il est condamné le 24 novembre 1778 à huit années de réclusion dans un couvent et à la confiscation de tous ses biens[5].

## Naissances
- 10 mai : Jean Simon Loiseau, jurisconsulte français († 17 décembre 1823).

## Décès
- 14 septembre : Pierre Daubenton, avocat français, un des collaborateurs de l'Encyclopédie (° 10 avril 1703).